# 林皮奧

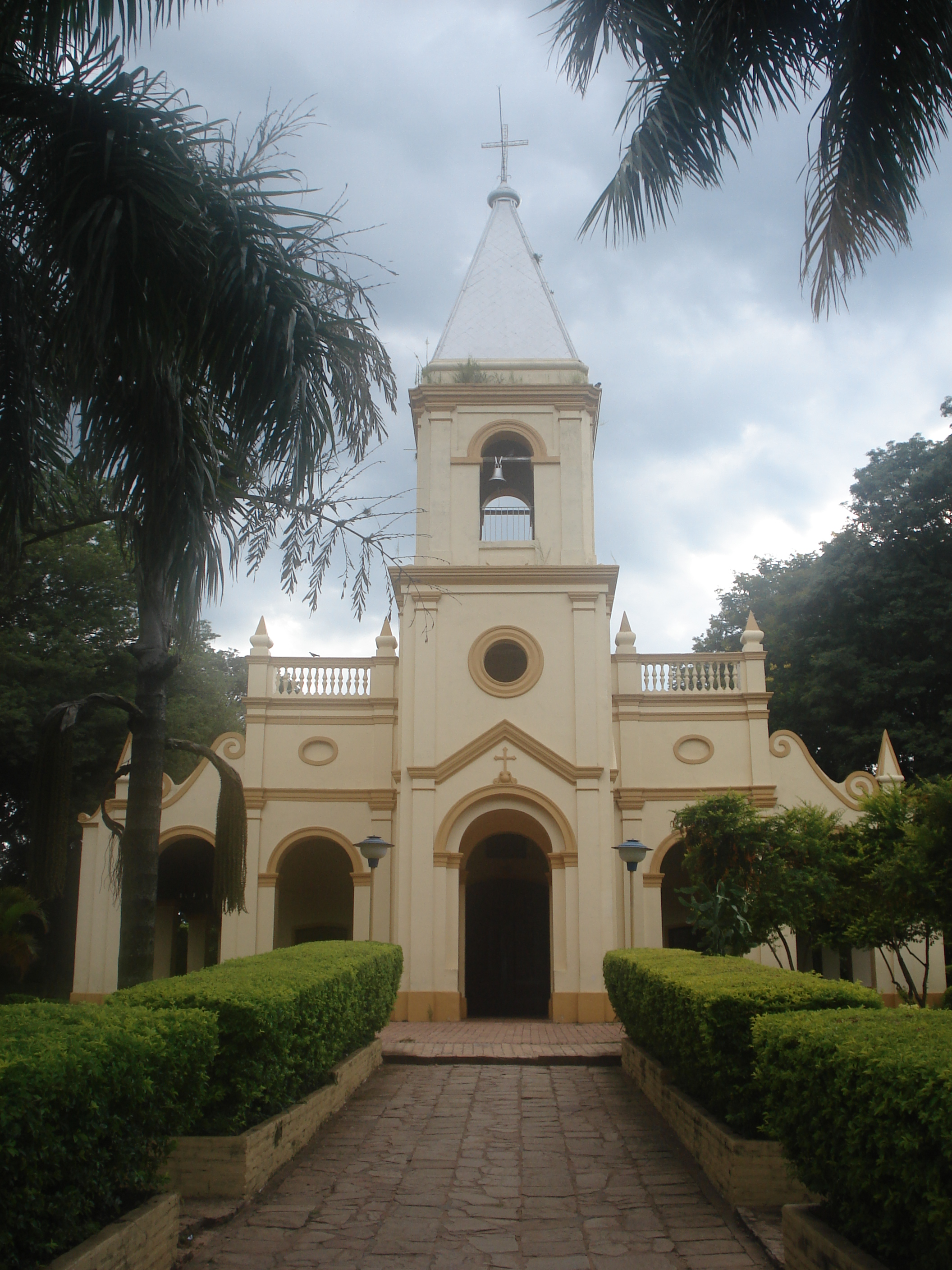

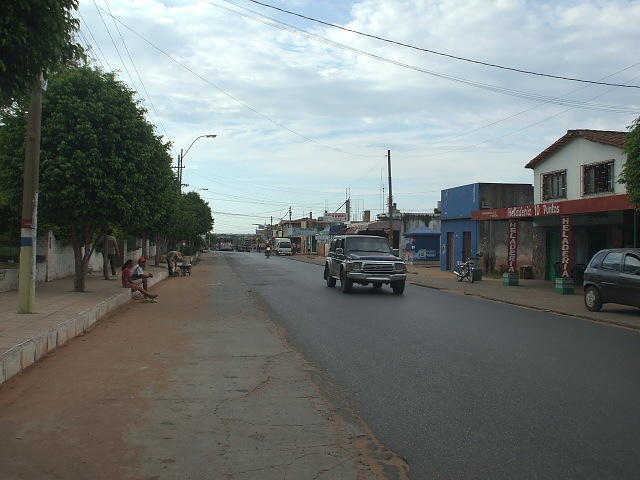

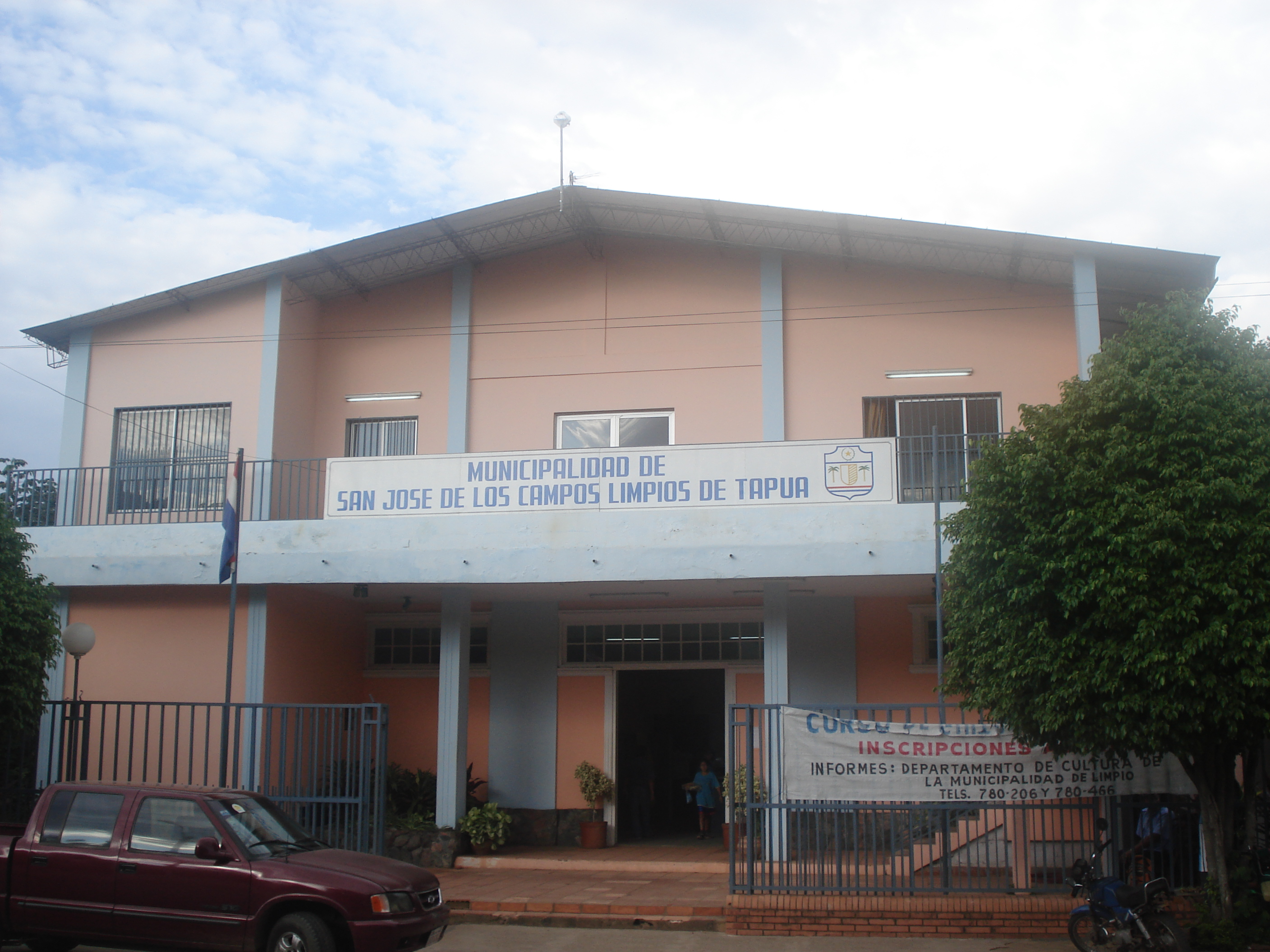

林皮奧（西班牙語：Limpio）是巴拉圭的城市，由中央省負責管轄，距離首都亞松森約23公里，始建於1785年2月1日，面積106平方公里，海拔高度87米，2002年人口73,158，人口密度每平方公里690人。

## 外部連結
- Midamos
- Viajes a
- SENATUR （页面存档备份，存于）
- World Gazeteer: Paraguay[] – World-Gazetteer.com